# Czesław Wiśniewski
Czesław Wiśniewski (ur. 17 listopada 1932 w Pardołowie, zm. 18 października 2014 w Warszawie) – polski polityk komunistyczny, pełnił obowiązki ministra kultury i sztuki w 1971.

## Życiorys
Ukończył Gimnazjum im. św. Stanisława Kostki w Końskich (obecnie I LO im. KEN w Końskich). Należał do PZPR. Od 1960 do 1963 był przewodniczącym Rady Naczelnej ZSP. W okresie od 26 października do 22 grudnia 1971 był kierownikiem resortu kultury i sztuki w rządzie Józefa Cyrankiewicza. W latach 1974–1979 był ambasadorem przy UNESCO. Po powrocie do kraju objął stanowisko redaktora naczelnego Instytutu Wydawniczego Nasza Księgarnia. W latach 1986–1989 był członkiem Ogólnopolskiego Komitetu Grunwaldzkiego.
W latach 1977–1980 prezes Polskiego Związku Szachowego.
Pochowany na cmentarzu Powązki Wojskowe w Warszawie (kwatera D-1a-16).

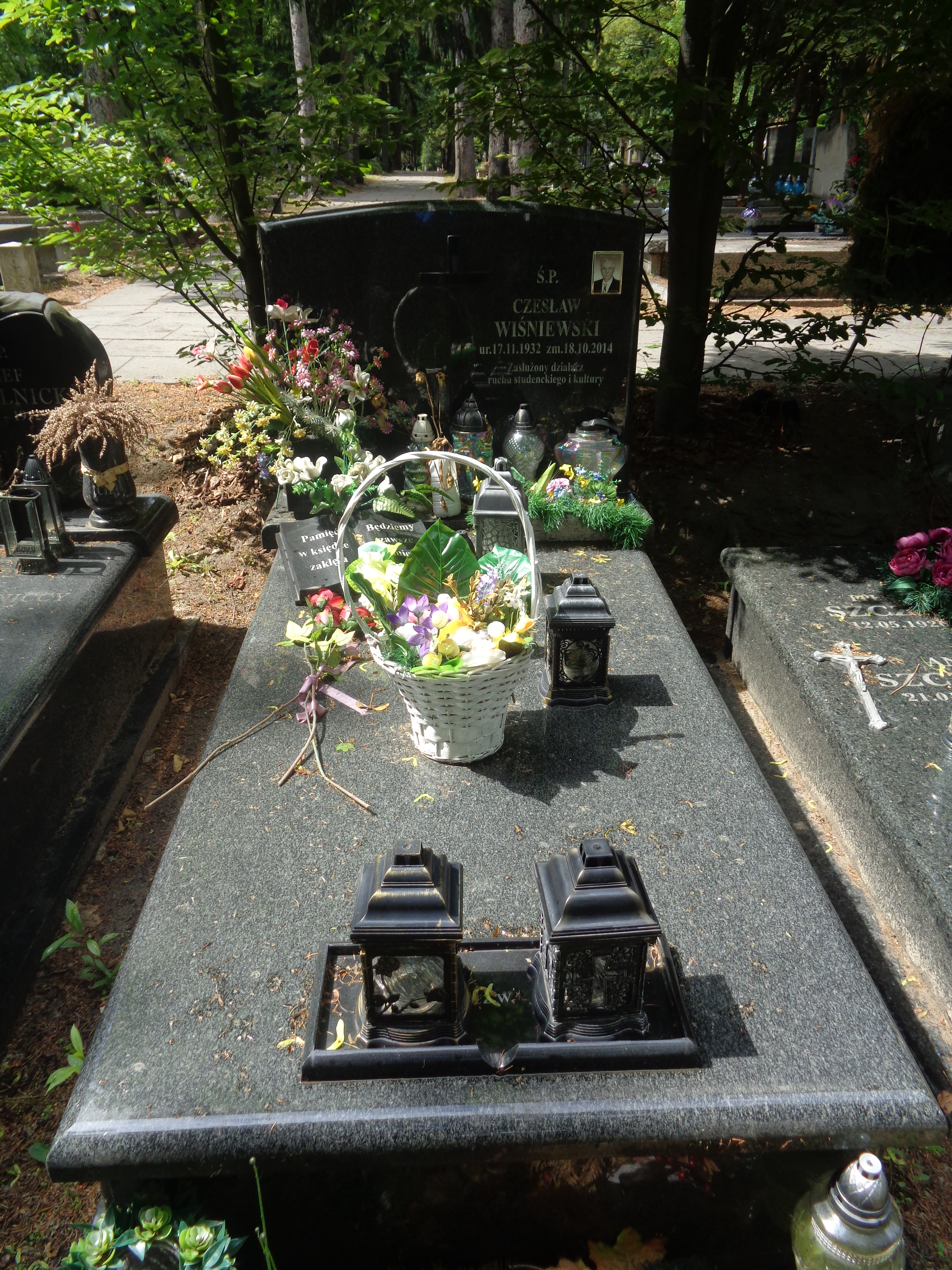
Nagrobek Czesława Wiśniewskiego na Cmentarzu Wojskowym na Powązkach